# Orny (Moselle)
Orny je francouzská obec v departementu Moselle v regionu Grand Est. V roce 2013 zde žilo 374 obyvatel.

## Poloha
Sousední obce jsou: Fleury, Chérisey, Chesny, Mécleuves, Pontoy a Pournoy-la-Grasse.

## Zajímavosti
Na území obce se na dvou místech nacházejí zbytky vojenských opevnění, která byla postavena před 1.světovou válkou. Jsou to : Ouvrage de Chesny-Sud na sever od obce a Groupe Fortifié de l'Yser na západ od obce. Obě místa jsou zakreslena na turistické mapě mapy.cz.

## Vývoj počtu obyvatel
Počet obyvatel